# Au cercle de Pierre
Au cercle de Pierre is het eerste livealbum van Minimum Vital. 

## Inleiding
Minimum Vital had net de wind meekegren met de albums La source en Esprit d’amor en werd zo in de gelegenheid gesteld een livealbum op te nemen. Plaats van handeling was "Salle du Vigean" in Eysines, niet ver van hun standplaats Bègles. De muziek is onveranderd progressieve rock met middeleeuwse klanken. Die wind mee resulteerde niet in weer een snel uit te brengen studioalbum, dat volgde pas in 2004: Atlas. Het album werd aangevuld met een nummer in de studio opgenomen, Le dernier appel de la guerre.
In 2013 bracht de band in eigen beheer (Mvarch01) een heruitgave uit aangevuld met aanvullende tracks. 

## Musici
- Jean Baptise Ferracci – zang
- Sonia Nedelec - zang
- Jean Luc Payssans – gitaren, achtergrondzang, baspedalen
- Eric Rebeyrol – basgitaar
- Thierry Payssans – toetsinstrumenten, achtergrond zang
- Charly Berna – drumstel
- Peter Acock – saxofoon op Le dernier appel de la guerre

## Muziek
| Nr. | Titel                                                | Duur  |
| --- | ---------------------------------------------------- | ----- |
| 1.  | Pour le temps présent (Payssans, Payssans)           | 5:29  |
| 2.  | Zapata I (Payssans, Payssans)                        | 4:53  |
| 3.  | Song a cinq (Payssans, Payssans)                     | 6;34  |
| 4.  | La maldita (Payssans, Payssans)                      | 3:30  |
| 5.  | Saranbande no 1 (Payssans, Payssans)                 | 7:07  |
| 6.  | Ronde (Payssans, Payssans)                           | 10:17 |
| 7.  | Au cercle de Pierre, j’ai dansé (Payssans, Payssans) | 9:05  |
| 8.  | Ce qui soustient (Guillaume de Machaut)              | 2:40  |
| 9.  | Esprit d’amor (Payssans, Payssans)                   | 6:53  |
| 10. | Le dernier appel de la querre (Payssans, Payssans)   | 5:44  |